# Agence d'administration régionale de la Finlande occidentale et intérieure
L'agence d'administration régionale de la Finlande occidentale et intérieure est l'une des six agences administratives régionales de la Finlande.

## Zone géographique
Le domaine de responsabilité de l'agence est composé de cinq régions, de 25 sous-régions et de 115 municipalités.
Le bureau régional est situé à Vaasa et des bureaux secondaires sont établis à Tampere et à Jyväskylä.

### Régions administrées
- Ostrobotnie du Sud
- Ostrobotnie
- Pirkanmaa
- Ostrobotnie centrale
- Finlande centrale

### Grandes villes
- Tampere,
- Jyväskylä,
- Vaasa,
- Kokkola,
- Seinäjoki,
- Kauhajoki.